# Imrán Chán
Imrán Chán (* 5. října 1952 Láhaur, Paňdžáb, Pákistán) je bývalý hráč kriketu, předseda pákistánské strany Hnutí za spravedlnost a 22. ministerský předseda Pákistánu.
Od roku 1971 (tj. od svých osmnácti let) působil v pákistánské reprezentaci kriketu a jako kapitán dovedl pákistánský tým k překvapivému vítězství ve světovém poháru v roce 1992. Brzy poté sportovní kariéru ukončil.
Po odchodu z vrcholového sportu působil jako filantrop, přispěl na zřízení dvou nemocnic na boj s rakovinou (na památku své matky), výzkumné centrum a na vysokou školu.

## Politická kariéra
V roce 1996 založil stranu Hnutí za spravedlnost. Od roku 2002 byl zvolen poslancem ve federálním parlamentu, působil v opozičním táboře vůči tehdejším vládám. V roce 2018 jeho strana (nezatížená korupčními skandály) zvítězila v pákistánských volbách a Imrán Chán se stal 22. ministerským předsedou.
Jeho politický styl bývá často připodobněn k americkému prezidentu Donaldu Trumpovi, zejména populistickým stylem kampaně (politické oponenty označoval za zločince), čímž dokázal přitáhnout mladé liberální voliče, ale i věřící muslimy. Navíc podobně jako Donald Trump před nástupem do premiérské funkce nevykonával žádnou významnou státní funkci. V předvolební kampani mohl tedy silně kritizovat hlavní politickou stranu Pákistánskou muslimskou ligu bývalého premiéra Naváze Šarifa (stíhaného za korupci), ale i představitele druhé tradiční strany Pákistánské lidové strany ovládané rodinou bývalé premiérky Bénazír Bhuttové.
V roce 2023 byl odsouzen za korupci, propuštěn, a následně opět zatčen. V lednu 2025 byl za korupci odsouzen ke čtrnácti letům vězení.